# Hädinge torvfabrik
Die Hädinge torvfabrik (deutsch: Hädinge Torffabrik) war eine Torffabrik im schwedischen Moorgebiet Store Mosse. Der von der Fabrik betriebene Torfabbau prägte Teile des später zum Nationalpark erklärten Gebiets. Die Reste der Fabrik sind heute eine Station an einem durch das Moor führenden Wanderweg.

## Lage
Die Fabrik lag bei Kittlakull südwestlich der das Moor durchquerenden Landstraße von Värnamo nach Gnosjö. Der Name der Fabrik bezieht sich auf den östlich des Moors gelegenen Ort Hädinge. Innerhalb von 60 Jahren wurden mehrere 10.000 m³ Torf abgebaut. Noch heute sind die Spuren in Form von langen, tiefen Gräben zu erkennen, die sich durch das Moor ziehen, zwischenzeitlich aber wieder vollgelaufen sind und zuwachsen.

## Geschichte
Der Torfabbau durch die Fabrik begann im Jahr 1906. Das Fabrikgebäude hatte einen 18 Meter hohen Schornstein und verfügte über eine Dampfmaschine. Im Umfeld der Fabrik standen hunderte Trockenhäuser, in denen der gestochene Torf getrocknet wurde. Das Torfstechen fand im Herbst bis zum Beginn des Bodenfrostes statt. Die Torfstücke wurden dann im Frühjahr zum Trocknen der Sonne ausgesetzt. Die weitere Trocknung erfolgte danach in den Trockenhäusern, bevor der Transport mittels Loren in die eigentliche Fabrik stattfand. Dort wurde der Torf gehäckselt, sortiert und schließlich in Ballen verpackt, wobei etwa 1000 Ballen täglich hergestellt werden konnten. Der gewonnene Torf wurde als Einstreu für Tiere und als Dünger verwandt.
Nach dem Ersten Weltkrieg sank der Bedarf, so dass Arbeiter entlassen wurden. In den 1930er Jahren wurde die Dampfmaschine durch einen Elektromotor ersetzt. Ab 1934 nahm man den Export in die USA auf, was den Absatz erhöhte und zur Schaffung neuer Arbeitsplätze führte. Während des Zweiten Weltkriegs wurden die Lieferungen in die USA unterbrochen. Im August 1942 brannte die Fabrik nach einem Blitzschlag nieder, wurde jedoch schnell wieder aufgebaut. In den 1950er Jahren bestanden 500 Trocknungsscheunen, das Torfstechen erfolgte nun wohl auch im Sommer. Während der Saison wurden 30 Mitarbeiter beschäftigt. Die Jahresproduktion betrug 70.000 Ballen. 1966, nach anderer Angabe 1967, brach erneut ein Feuer aus. Ein neuerlicher Wiederaufbau erfolgte jedoch nicht. Seitdem ist der Torfabbau eingestellt. 1982 wurde der Nationalpark eingerichtet.